# BALLAD SELECTION
BALLAD SELECTION（バラード・セレクション）は、2010年10月27日よりレンタル開始の日本の歌手清木場俊介のミニ・アルバムである。

## 概要
- 清木場俊介初のミニ・アルバム及びバラード集である。またバラード集だが、権利上の問題からか、移籍前の楽曲は一曲も収録されていない。
- 前述のとおり、このアルバムはレンタル限定アルバムのため、CDショップでの販売はない。

## 収録曲
1. エール
13thシングル。アルバム初収録。
2. 永遠
1ヶ月後に発売される5thアルバム『ROCK&SOUL』収録曲。
3. 有り余る愛
3rdアルバム「Rockin' the Door」収録曲。
4. ここに居る事を...
4thアルバム『FLYING JET』収録曲。
5. 9:36 〜キミと居た夏〜
4thアルバム『FLYING JET』収録曲。
6. 終わりなき旅路の中で…
1ヶ月後に発売される5thアルバム『ROCK&SOUL』収録曲。

## 関連作品
- Rockin' the Door
- FLYING JET
- エール
- ROCK&SOUL